# Phyllophaga costaricensis
Phyllophaga costaricensis är en skalbaggsart som beskrevs av Moser 1918. Phyllophaga costaricensis ingår i släktet Phyllophaga och familjen Melolonthidae. Inga underarter finns listade i Catalogue of Life.